# 도쿄항

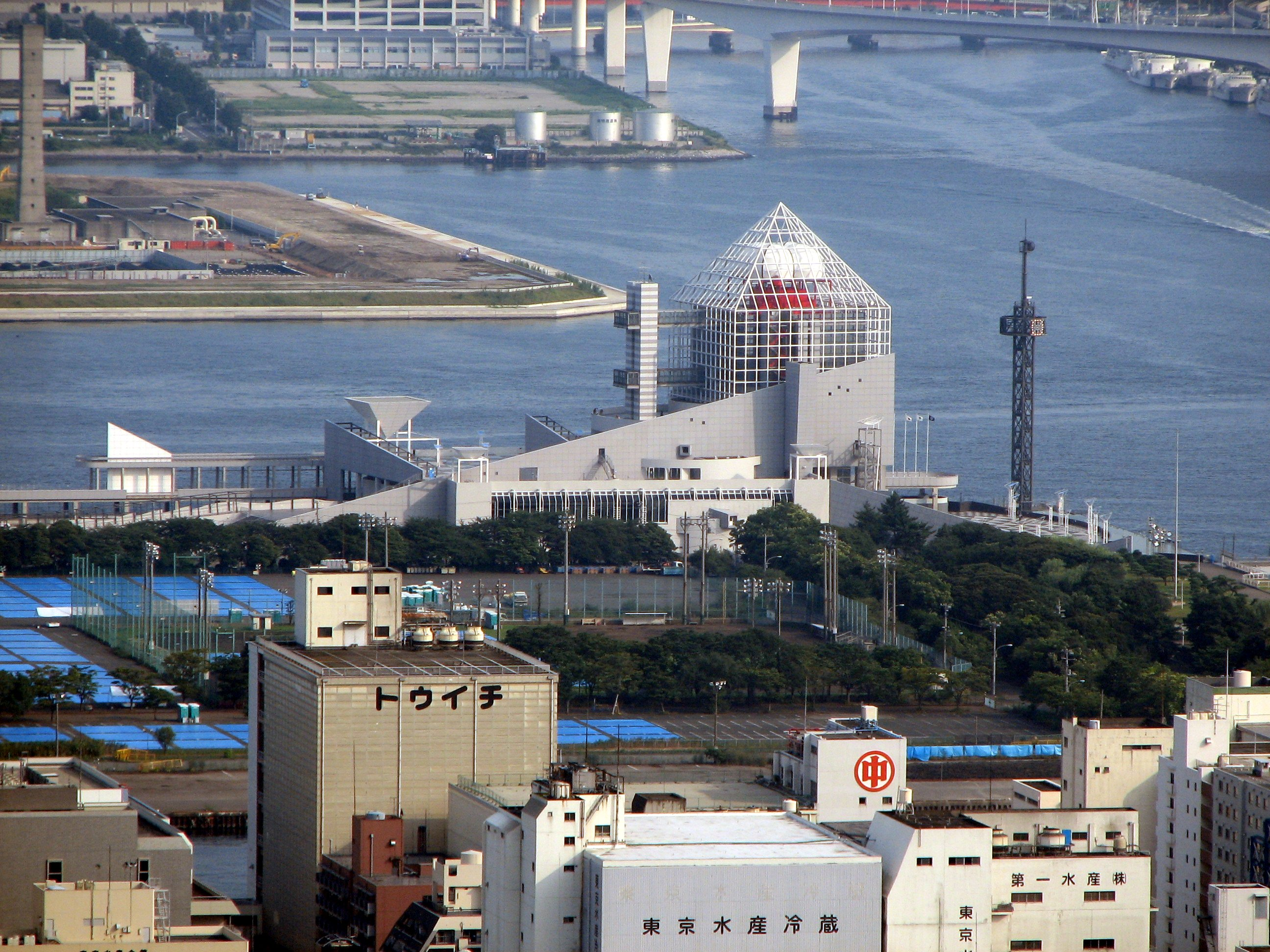
도쿄항

도쿄항(일본어: 東京港 도쿄코[*])은 도쿄만에 있는 항구 중 하나이다. 항만 관리자는 도쿄도로, 일본의 주요 국제 무역항이다. 관세법상 개항으로 교역액은 나고야항에 이어 일본에서 2위이다.

## 같이 보기
- 도쿄만